# Synagoga w Warszawie (ul. Targowa 64)
Synagoga w Warszawie – synagoga znajdująca się w Warszawie w przebudowanym lokalu w kamienicy przy ulicy Targowej 64.
Synagoga została założona w XIX wieku. Do synagogi uczęszczali jedynie najzamożniejsi prascy kupcy, co świadczyło o jej bogactwie i pozycji. Podczas II wojny światowej hitlerowcy zdewastowali synagogę. Po wojnie lokal, w którym znajdowała się synagoga, przebudowano na mieszkanie.
Synagoga mogła maksymalnie pomieścić około 100 osób. Wewnątrz była bardzo estetycznie urządzona, na wschodniej ścianie znajdował się bogato zdobiony Aron ha-kodesz, przykryty bogato haftowanym parochetem. Ściany zdobiły piękne malowidła.